# 25722 Evanmarshall
25722 Evanmarshall è un asteroide della fascia principale. Scoperto nel 2000, presenta un'orbita caratterizzata da un semiasse maggiore pari a 2,3625467 UA e da un'eccentricità di 0,1087063, inclinata di 6,44233° rispetto all'eclittica.